# Nguyễn Phúc Miên Ngô
Nguyễn Phúc Miên Ngô (còn có âm đọc là Ngộ) (chữ Hán: 阮福綿𡨂; 9 tháng 6 năm 1831 – 13 tháng 9 năm 1873), tước phong Quế Sơn Quận công (桂山郡公), là một hoàng tử con vua Minh Mạng nhà Nguyễn trong lịch sử Việt Nam.

## Tiểu sử
Hoàng tử Miên Ngô sinh ngày 29 tháng 4 (âm lịch) năm Tân Mão (1831), là con trai thứ 54 của vua Minh Mạng, mẹ là Cung nhân Nguyễn Văn Thị Dược (không rõ lai lịch). Ông là người con duy nhất của bà Cung nhân. Khi còn là hoàng tử, ông là người cũng có học hạnh.
Năm Minh Mạng thứ 21 (1840), vua cho đúc các con thú bằng vàng để ban thưởng cho các hoàng thân anh em, các hoàng tử công và hoàng tử chưa được phong tước. Hoàng tử Miên Ngô được ban cho một con tỳ hưu bằng vàng nặng 5 lạng 4 đồng cân.
Năm Thiệu Trị thứ 6 (1846), tháng giêng, vua cho triệu các hoàng tử và hoàng đệ chưa được phong tước tất cả 10 người vào làm thơ ở điện Đông Các, trong đó có Miên Ngô. Hai hoàng đệ Miên Sạ và Miên Ngô đều không thi được, bị vua truyền chỉ quở mắng, còn Miên Thể lại phạm húy, bị phạt 2 năm lương. Bảy người còn lại đều được trúng cách và được phong tước sau đó.
Tháng 3 (âm lịch) năm Tự Đức thứ 3 (1850), thầy học của các hoàng thân là Võ Xuân Cẩn, đồng thời là cha vợ của vua, dâng sớ nói: “Các hoàng thân phần nhiều chỉ thích chơi đùa, không đến nghe giảng”. Vua sai phủ Tôn Nhân xét duyệt thì hai hoàng thân Miên Ngô và Miên Dần đều không đến nghe giảng lần nào, bị phạt lương 1 năm. Một số hoàng thân khác cũng bị phạt lương vì việc này.
Năm Tự Đức thứ 5 (1852), ông được phong làm Quế Sơn Quận công (桂山郡公).
Năm Tự Đức thứ 26, Quý Dậu (1873), ngày 22 tháng 7 (âm lịch), quận công Miên Ngô mất, thọ 43 tuổi, thụy là Cung Lượng (恭亮). Mộ của ông được táng tại Dương Xuân (nay thuộc Hương Thủy, Thừa Thiên - Huế), còn phủ thờ dựng ở An Ninh Thượng (thuộc Hương Trà).
Quận công Miên Ngô có bảy con trai và năm con gái. Ông được ban cho bộ chữ Hắc (黑) để đặt tên cho các con cháu trong phòng. Con trai thứ năm của ông với người vợ thứ là công tử Hồng Đích tập phong Kỳ ngoại hầu (畿外侯).